# Charlie David
Charlie David (Regina, 9 de agosto de 1980) es un actor canadiense, conocido por ser el protagonista de la serie de fantasía/terror Dante's Cove, orientada a público gay "Here TV". También ha trabajado como productor, escritor y presentador de televisión. Charlie David nació en Regina, Saskatchewan, Canadá, el 9 de agosto de 1980, y se crio en Yorkton. Durante la secundaria, ganó fama en Saskatchewan en el grupo musical Sask Express.

## Biografía
En el año 2000, se graduó de la Universidad Canadiense de Artes Escénicas en Victoria, Columbia Británica. 
Charlie David ha sido un conductor de E! Televisión, NBC, OutTV, Here! TV, Pink TV, EGO, y Life Network on such shows as "F.Y.E!" (2001), "Spy TV" (2001), "Bump!" (2004) (2005-2006) y "Crash Test mami" (2004) (2004-2005). De él se hizo un documental en el Learning Channel y ha aparecido como invitado en musicales VH1, BBC, CBS, The Early Show, y docenas de radio. 
Hay varias columnas suyas que han aparecido en el Consejo Nacional de la Juventud y en la revista Embajador BoyCrazy!. Este último culminó en la aparición como invitado en la serie de la NBC "The Other Half" (2001) con Dick Clark, Danny Bonaduce, y Mario López. Anteriormente en una banda de rock; Bueno, en realidad se trata de un niño de la banda, Charlie hizo de telonero para Destiny's Child, Pink, Snoop Dogg, Rick Springfield y The Black Eyed Peas. 
Habiendo disfrutado de la vida en la carretera con la música y la creación de modelos de contratos a través de América del Norte y Europa, Charlie se centra ahora en el cine y la televisión con los últimos papeles sobre el Showtime Reefer Madness: The Movie Musical (2005), película Central y la nueva película de la Red Serie, "Terminal City" (2005), Bravo's, "Godiva's" (2005) y ha sido estrella en las dos temporadas de "Dante's Cove" (2005) de Regent Entertainment. 
Charlie David como Toby en la serie de fantasía/terror Dante's Cove. El personaje retrata una relación monógama y amorosa con su novio Kevin (Michael Gregory). David dijo en una entrevista, "¿Qué es una solución atractiva, [sobre el papel] es para mí retratar una relación homosexual, en la que no es siempre un hombre diferente cada noche. Muchos gais y lesbianas generan el estigma de tener amantes en las relaciones y eso no es sano para la comunidad. Por eso estamos muy comprometidos en mostrar el compromiso del uno al otro hablando de los personajes Kevin y Toby, él es una especie de voz de la razón, y tiene una clara dedicación a su novio.

## Filmografía
Año 	Título	 Rol	 Notas
- 2002 	Holy Terror 	 David
- 2002 	Time Machine: St. Peter - The Rock 	St. James 	TV movie
- 2003 	The Sparky Chronicles: The Map 	Hippie
- 2004 	Is He... 	 Jake
- 2005 	Reefer Madness: The Movie Musical 	Male Dancer
- 2005 	Playing the Role 	 The Actor
- 2005 	Terminal City 	 Rick 	 TV series
- 2007 	Dante's Cove 	 Toby 	 TV series
- 2006 	The L Word 	 Speed Dater 	TV series
- 2006 	Godiva's 	 Attractive Man 	TV series
- 2006 	Ugly Betty 	 Scott 	 TV series
- 2007 	A Four Letter Word 	 Stephen
- 2007 	Kiss the Bride 	 Joey
- 2008 	Mulligans 	 Chase Rousseau
- 2009 	Bump! 	 Hippie 	 TV series
- 2010 	Judas Kiss 	 Zachary Wells
- 2011 	Happy Hour 	En producción